# روبرت جيه لي روي
روبرت جيمس لي روي (30 سبتمبر 1943-10 أغسطس 2018) هو أحد الكيميائيين الرواد في كندا الذي حاز على اللقب الموقَّر «أستاذ جامعي» في جامعة واترلو.

## الحياة المهنية
أشير إلى عمله عن دالة جهد مورس/ بعيد المدى مع تلميذه السابق نايك داتاني من جامعة أكسفورد على أنه «علامة فارقة في التحليل الطيفي ثنائي الذرة». في هذا العمل التاريخي، حُددت قيمة C3 لليثيوم الذري بدقة تفوق دقة أي ذرة تم قياس قوة تذبذبها سابقاً، بمقدار الضِعف. ترتبط قوة متذبذب الليثيوم هذه بالعمر الإشعاعي لليثيوم الذري وتستخدم كمعيار للساعات الذرية وقياسات الثوابت الأساسية.

## الجوائز والتكريم
- 1994 وسام رذرفورد التذكاري في الكيمياء من الجمعية الملكية الكندية [3]
- 1995 وسام ج. هيروفسكي للاستحقاق في العلوم الكيميائية من أكاديمية العلوم في جمهورية التشيك.

## روابط خارجية
- صفحة روبرت جيه لي روي في موقع جامعة واترلو